# Nicholas Gatty
 (juillet 2020).
Pour les articles homonymes, voir Gatty.
Nicholas Comyn Gatty (13 septembre 1874 - 10 novembre 1946) est un compositeur et critique musical britannique. En tant que compositeur, sa principale production est l'opéra, qui est généralement peu distingué sur le plan musical mais bien présenté en salle. En tant que critique, il travaille pour la Pall Mall Gazette et le Times, et est rédacteur adjoint pour les deuxième et troisième éditions du Grove.

## Biographie
Il est né à Bradfield, Yorkshire, le deuxième fils du révérend Reginald Gatty et le neveu du compositeur Alfred Scott-Gatty. Il fait ses études au Downing College, Cambridge (BA 1896, Mus B 1898, Mus D 1927) et au Royal College of Music où il étudie sous Charles Villiers Stanford. À partir du début du XXe siècle, il est chef d'orchestre adjoint à Covent Garden et, à un moment donné, organiste à la Royal Military School du duc d'York à Chelsea. Pour le Grove Dictionary of Music, il écrit de nombreuses contributions anonymes sous les éditeurs Fuller Maitland et HC Colles. 
Il a composé les opéras Prince Ferelon (1919) écrits sur son propre livret, qui est publié dans le cadre de la Carnegie Collection of British Music et est mis en scène au Old Vic en 1921 et The Tempest, (composé en 1914, avec un livret adapté par son frère Reginald Arthur Allix Gatty) qui suit au Old Vic en 1922. Edward Dent a trouvé dans The Tempest  "une merveilleuse beauté purcellienne". Le Concert Allegro  pour piano et orchestre de Gatty est créé aux Proms le 6 octobre 1903 et son ambitieux travail choral et orchestral Fly, envious time (sur le poème "Ode on Time" de Milton ) est commandé pour le Festival de Sheffield 1905,. Le Shropshire Songbook, arrangements de chansons folkloriques faits par Gatty et Alan Gray (en), est publié en 1922. 
Gatty est un proche contemporain et ami de Ralph Vaughan Williams, et à partir de 1900 environ, ce dernier passe des vacances d'été avec les Gattys à Hooton Roberts, entre Rotherham et Doncaster, où le père de Gatty est recteur. Il décède à Londres, à l'âge de 72 ans. 
Les archives Nicolas Gatty sont conservées à l'Université d'Exeter.

### Dictionnaire et encyclopédies
- Theodore Baker, Alain Paris et Marie-Stella Pâris, Dictionnaire biographique des musiciens, R. Laffont, 1995 (ISBN 2-221-90103-7, 978-2-221-90103-8 et 2-221-06510-7, OCLC 896013421), p. 1412.